# Thomas January
Thomas Thurston "Tom" January (Saint Louis, Missouri, 8 de gener de 1886 - Saint Louis, 25 de gener de 1957) va ser un futbolista estatunidenc que va competir a primers del segle xx. El 1904 va prendre part en els Jocs Olímpics de Saint Louis, on guanyà la medalla de plata en la competició de futbol com a membre del Christian Brothers College. Els seus germans Charles January i John January també van prendre part en els Jocs i guanyaren aquesta mateixa medalla.